# CFR Kluž
CFR Kluž (rumunsky Fotbal Club CFR 1907 Cluj) je rumunský fotbalový klub. Byl založen v roce 1907. Své domácí zápasy hraje na stadionu dr. Constantina Rădulesca.
CFR je zkratka pro rumunskou železnici, v logu klubu je parní lokomotiva z pohledu zepředu.

## Hráči
K 8. srpnu 2022
| Číslo |            | Pozice | Hráč                                    |
| ----- | ---------- | ------ | --------------------------------------- |
| 1     | Itálie     | B      | Simone Scuffet                          |
| 2     | Chorvatsko | O      | Karlo Bručić                            |
| 3     | Rumunsko   | O      | Andrei Burcă                            |
| 4     | Rumunsko   | O      | Cristian Manea                          |
| 7     | Rumunsko   | Z      | Adrian Păun (třetí kapitán)             |
| 8     | Brazílie   | Z      | Roger                                   |
| 9     | Švýcarsko  | Ú      | Cephas Malele (na hostování z At-Ta'ee) |
| 10    | Rumunsko   | Z      | Ciprian Deac (zástupce kapitána)        |
| 11    | Rumunsko   | Z      | Claudiu Petrila                         |
| 12    | Rumunsko   | B      | Mihai Pânzariu                          |
| 15    | Ghana      | Ú      | Emmanuel Yeboah                         |
| 17    | Španělsko  | Ú      | Jefté Betancor                          |
| 20    | Dánsko     | Z      | Vito Hammershøy-Mistrati                |
| 21    | Ghana      | Z      | Bismark Adjei-Boateng                   |
| 22    | Chorvatsko | Ú      | Gabriel Debeljuh                        |
| 23    | Rumunsko   | B      | Rareș Gal                               |

| Číslo |            | Pozice | Hráč                                  |
| ----- | ---------- | ------ | ------------------------------------- |
| 24    | Rumunsko   | O      | Rareș Bălan                           |
| 28    | Rumunsko   | Z      | Ovidiu Hoban (čtvrtý kapitán)         |
| 30    | Rumunsko   | Ú      | Daniel Bîrligea                       |
| 33    | Chorvatsko | O      | Denis Kolinger (na hostování z Vejle) |
| 34    | Rumunsko   | B      | Cristian Bălgrădean                   |
| 37    | Rumunsko   | Z      | Mihai Bordeianu                       |
| 40    | Chorvatsko | Z      | Lovro Cvek                            |
| 44    | Brazílie   | O      | Yuri Matias                           |
| 45    | Rumunsko   | O      | Mário Camora (kapitán)                |
| 47    | Německo    | O      | Christopher Braun                     |
| 73    | Chorvatsko | Z      | Karlo Muhar                           |
| 75    | Rumunsko   | Z      | Adrian Gîdea                          |
| 85    | Rumunsko   | Ú      | Bogdan Sucitu                         |
| 90    | Rumunsko   | B      | Răzvan Sava                           |
| 94    | Rumunsko   | Z      | Cătălin Itu                           |
| 99    | Rumunsko   | Ú      | Sergiu Buș                            |

## Úspěchy
- 8× vítěz rumunské ligy (2007/08, 2009/10, 2011/12, 2017/18, 2018/19, 2019/20, 2020/21, 2021/22)
- 4× vítěz rumunského poháru (2007/08, 2008/09, 2009/10, 2015/16)[3]
- 2× vítěz rumunského superpoháru (2009, 2010)[4]
- Účast v základní skupině Ligy mistrů UEFA (2008/09)